# チョイソコ

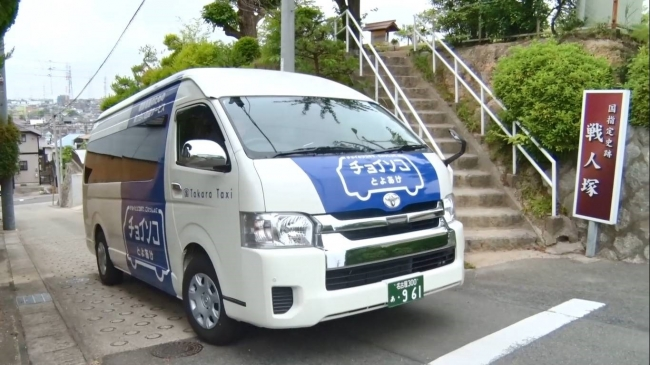
愛知県豊明市で運行中の「チョイソコとよあけ」

チョイソコは、愛知県刈谷市に本社を置くトヨタグループの自動車部品メーカーアイシンが開発・運営しているデマンド型交通の名称であり、「チョイとソコまで、ごいっしょに」を語源としている。
日本の地方公共団体向けに展開しており、地域の交通不便者（交通弱者）や高齢者を対象にした移動サービスで、外出促進と健康増進を目的としている。

## 概要
2018年（平成30年）7月、愛知県豊明市においてアイシン精機（当時、現在のアイシン）とスギ薬局が主体となり運行を開始。開始当初は運賃は無料であったが、2019年（平成31年）4月より有償運行を開始した。
従来のデマンドバスは自治体による運行がほとんどであったが、チョイソコはアイシンまたはその地域のトヨタ自動車・ダイハツ工業の販売店が主体となって運営、あるいは前述の販売店とその地域の民間企業や団体が共同で運営する形態が採用されている。運行は地域のタクシー会社が担っている。運賃有償の場合は道路運送法第4条に基づき一般乗合旅客自動車運送事業（乗合タクシー）として運行している自治体と道路運送法第78条に基づき自家用有償旅客運送（交通空白地有償運送）として運行している自治体がある。ルートになっている店舗は、集客が見込める場合停留所を店舗前に設置することができ、その代わりに運行にかかる経費を負担する形態となっている。また、愛知県豊田市や長崎県五島市などでは、利用者の減少とコロナ禍に伴い廃止された路線バスやコミュニティバスの廃止代替バスとしてチョイソコを採用している（実証実験のものも含む）。
チョイソコを利用したい場合はその地域のチョイソコ会員になる必要があり、会員資格を満たせば所定の方法で申し込むことで会員になることができる。チョイソコ会員は、電話やインターネットにて乗車申込をすることで、自宅近くの住宅地停留所から行きたい事業者停留所、公共施設停留所へと移動することができる。
また、アイシンのカーナビゲーションの技術で、利用者の目的地や到着時間を考慮した最適なルートで運行されるのが特徴となっており、アイシンは予約状況や運行管理を行い運行する会社へ送迎を伝達する仕組みとなっている。2019年にはデマンド型交通の新しい形としてグッドデザイン賞のグッドフォーカス賞（新ビジネスデザイン）を受賞している。

## 運行例
2024年（令和6年）10月時点。実証実験中・実証終了およびチョイソコオンデマンド交通システムで運用している事例を含む。

### 北海道
- チョイソコていね：札幌市手稲区の一部[7]
- チョイソコふじの～る：札幌市南区藤野地区
- チョイソコしんひだか：日高郡新ひだか町[8]

### 東北地方
- デマンド交通まさざねGO：岩手県九戸郡九戸村
- チョイソコあおもり：青森県青森市
- 金木地域自治体ライドシェア「はいきたかなぎ」：青森県五所川原市金木地域

### 関東地方
- チョイソコめいわ[3]：群馬県邑楽郡明和町[2]
- チョイソコつまごい[3]：群馬県吾妻郡嬬恋村
- チョイソコかもがわ：千葉県鴨川市長狭地域（大山・吉尾・主基）
- チョイソコさいたまいわつき号：埼玉県さいたま市岩槻区
- チョイソコガーデン号：神奈川県海老名市
- チョイソコグリスロよつかいどう：千葉県四街道市（千代田地区）
- チョイソコあきる野：東京都あきる野市（引田・渕上・代継・網代地区）
- チョイソコみずほまち：東京都西多摩郡瑞穂町[9]
- チョイソコがうら：千葉県袖ケ浦市
- チョイソコ南房総・館山：千葉県南房総市三芳地区全域、富山地区の一部　館山市館野地区および九重地区の一部
- チョイソコかわさき：神奈川県川崎市中原区と高津区の一部
- チョイソコしんゆり：神奈川県川崎市麻生区の新百合ヶ丘駅周辺（向原・千代ヶ丘・王禅寺東エリア）

### 中部地方
- チョイソコとよあけ：愛知県豊明市[1][2]
- チョイソコカラタン：岐阜県岐阜市南部（柳津・日置江・鶉）・羽島郡笠松町
- チョイソコかかみがはら：岐阜県各務原市東部（鵜沼南エリア・須衛、各務、八木山エリアの3エリアで運行）[2][10]
- チョイソコかわしま：岐阜県各務原市南西部（川島地区、稲羽西地区の一部）[11]
- チョイソコこうた：愛知県額田郡幸田町（野場区・永野区・須美区・六栗区・上六栗区・桐山区）[2]
- チョイソコおかざき：愛知県岡崎市（六ツ美中部小学区）[2]
- チョイソコにこにこバス：愛知県豊田市（上郷地区・末野原地区）[6]
- チョイソコふそう：愛知県丹羽郡扶桑町（全域）[12]
- チョイソコたかはま：愛知県高浜市[13]
- チョイソコとうかい：愛知県東海市[14]
- チョイソコせとあさひ：愛知県瀬戸市、尾張旭市[15][16]
- チョイソコやとみ：愛知県弥富市
- チョイソコかりや：愛知県刈谷市
- デマンド交通さくっと：長野県佐久市（全域）
- チョイソコまつかわ：長野県下伊那郡松川町
- チョイソコかりんちゃん：長野県諏訪市[17]
- チョイソコかなざわ：石川県金沢市（北部地区）[18]
- チョイソコえちぜん：福井県丹生郡越前町（朝日区域・宮崎織田区域）
- チョイソコなかがわ：長野県上伊那郡中川村
- チョイソコなんと：富山県南砺市（井波地域）
- チョイソコとなみ：富山県砺波市（庄西・般若・庄川中学校区）
- チョイソコみょうこう：新潟県妙高市（斐太地区・水上地区）
- 南越前町らくらくおでかけバス：福井県南越前町（南条・河野・今庄地区）
- チョイソコひみ：富山県氷見市（八代地区）
- チョイソコみはま：福井県三方郡美浜町
- チョイソコやまのうち：長野県下高井郡山ノ内町

### 近畿地方
- チョイソコりゅうおう：滋賀県蒲生郡竜王町[2]
- チョイソコいながわ[19][20]：兵庫県川辺郡猪名川町（大島地区・阿古谷地区・松尾台地区）
- チョイソコかこがわ：兵庫県加古川市
- チョイソコみき：兵庫県三木市吉川地区
- チョイソコすもと[4]：兵庫県洲本市（千草地区）
- チョイソコめいひめ：三重県多気郡明和町
- チョイソコはんなん：大阪府阪南市
- NANKAIオンデマンドバス：大阪府堺市南区泉北ニュータウン
- チョイソコてんり：奈良県天理市
- チョイソコいずみ：大阪府和泉市

### 中国地方
- チョイソコまにわ：岡山県真庭市（勝山・久世・落合地区）[21]

### 四国地方
- チョイソコぜんつうじ：香川県善通寺市（竜川・吉原地区）
- チョイソコひさえだ：愛媛県松山市（久枝地区）
- チョイソコおのくめ：愛媛県松山市（小野・久米地区）[22]
- チョイソコいしはら：高知県土佐郡土佐町（石原地区）いしはらの里
- チョイソコおおみしま：愛媛県今治市上浦町および大三島町の一部地域（大三島）

### 九州地方
- チョイソコよかまちみらい号：福岡県糸島市
- チョイソコうんぜん：長崎県雲仙市（国見町・瑞穂町・吾妻町・愛野町）
- チョイソコごとう：長崎県五島市（福江[5]・奥浦・崎山・富江・岐宿）
- 島原市コミュニティバスたしろ号：長崎県南島原市
- チョイソコしぶし：鹿児島県志布志市
- チョイソコちくちゃん：福岡県朝倉郡筑前町
- チョイソコのべおか：宮崎県延岡市北浦町[23]
- チョイソコくまもとキッズ：熊本県熊本市東区の一部[24]
- チョイソコくまもと天明：熊本県熊本市南区（天明地区）[25]
- チョイソコふくおか：福岡県福岡市東区・南区・中央区・城南区
- チョイソコからつ：佐賀県唐津市（浜玉・七山・相知・厳木・肥前・北波多・大良・陽光台）
- きりしまワゴンM：鹿児島県霧島市
- チョイソコくにさき：大分県国東市[26]
- チョイソコいずん：鹿児島県出水市[27]

### 沖縄県
- チョイソコみやこじま：沖縄県宮古島市伊良部島・下地島